# Trentepohlia (Mongoma) tomensis
Trentepohlia (Mongoma) tomensis is een tweevleugelige uit de familie steltmuggen (Limoniidae). De soort komt voor in het Afrotropisch gebied.